# King the Detective in Formula 879
King the Detective in Formula 879 è un cortometraggio muto del 1914 diretto da King Baggot.

## Produzione
Il film fu prodotto da Carl Laemmle per l'Independent Moving Pictures Co. of America (IMP).

## Distribuzione
Distribuito dall'Universal Film Manufacturing Company, il film uscì nelle sale cinematografiche USA il 5 febbraio 1914.